# Stadtkirche Aarau

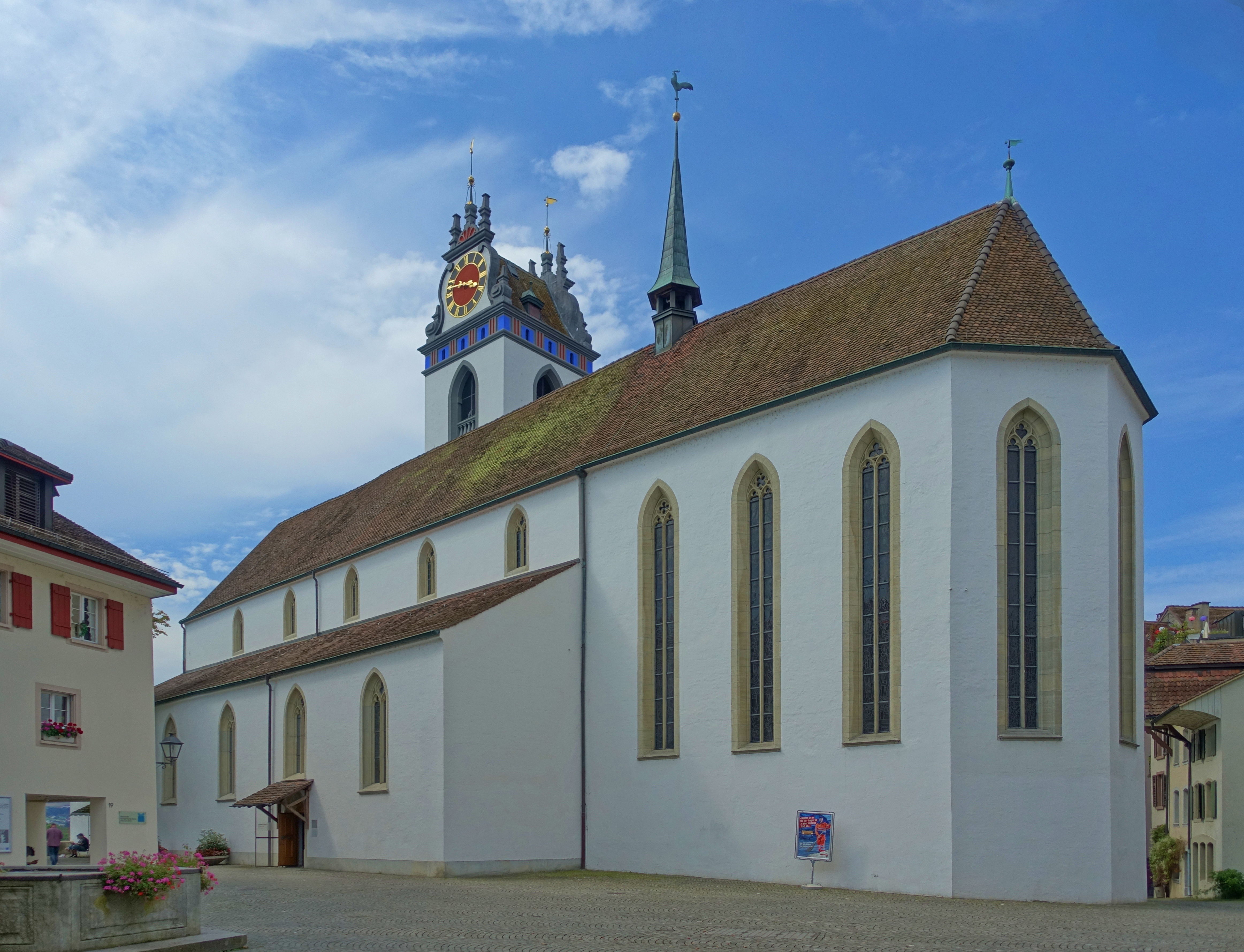
Stadtkirche Aarau

Die Stadtkirche Aarau ist ein reformiertes Kirchengebäude in Aarau, dem Hauptort des Kantons Aargau in der Schweiz. Das spätgotische Gotteshaus in der Altstadt präsentiert sich als dreischiffige Basilika. Es wurde in den Jahren 1471 bis 1478 nach den Vorgaben der Bettelordensarchitektur erbaut. Die Stadtkirche ist als Kulturgut von nationaler Bedeutung eingestuft. Sie gehört zur Reformierten Kirchgemeinde Aarau in der Reformierten Landeskirche Aargau, wird aber auch von der christkatholischen Kirchgemeinde genutzt.

## Geschichte

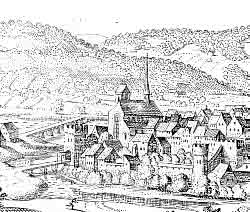
Aarau und die Stadtkirche in der Topographia Germaniae von Matthäus Merian (1642)

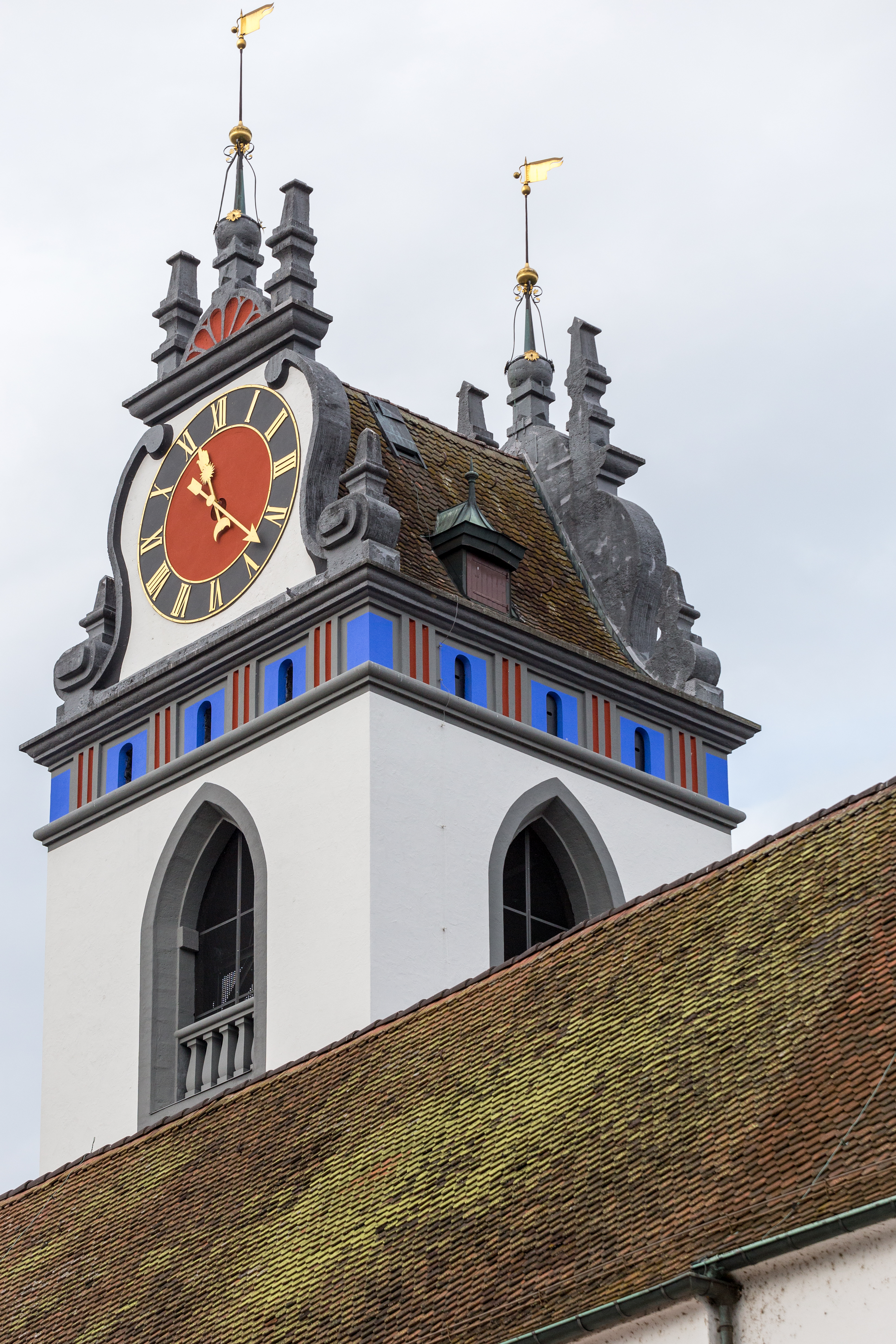
Glocken- und Uhrturm

Ausgrabungen in den Jahren 1936 und 1959/1960 deuten darauf hin, dass es bereits im 10. und 11. Jahrhundert eine Kirche auf Aarauer Stadtgebiet gab. Sie lag im heutigen Telliquartier an einer Furt über die Aare und scheint in der zweiten Hälfte des 13. Jahrhunderts sorgfältig abgetragen worden zu sein, nur das Fundament blieb erhalten. Ein päpstliches Zehntenverzeichnis von 1275 belegt, dass Aarau damals wieder über eine Kirche verfügte, diese jedoch der Pfarrei Suhr unterstellt war. Das Gebäude befand sich am selben Standort wie die heutige Kirche, war einschiffig und hatte einen nordostwärts gerichteten, dreiseitig geschlossenen Chor. 1426/1427 kam der Kirchturm hinzu.
1471 begann unter der Leitung von Werkmeister Sebastian Gisel aus Laufen der Bau der heutigen Kirche. Gisel liess den Turm der Vorgängerkirche bestehen und bezog ihn in das neue Gebäude mit ein. Die zum Bau benötigten Steinquader waren hauptsächlich Abbruchmaterial der Burg Gösgen und wurden mit Lastkähnen auf der Aare zum Bauplatz transportiert. 1478 waren die Arbeiten abgeschlossen und im Juli 1479 weihte der Weihbischof von Konstanz die Kirche zu Ehren der Jungfrau Maria. Während der Reformation im Jahr 1528 wurden die zwölf Altäre und die in der Kirche angebrachten Bilder zerstört. 1663 erhöhte Werkmeister Simon Erismann den Kirchturm, der im selben Jahr auch eine Turmuhr erhielt.
Im Jahr 1891 erhielt der Innenraum neugotische Verzierungen, die man 1939/1940 entfernte. Ab 1803 stand die Stadtkirche vorübergehend auch der römisch-katholischen Kirchgemeinde zur Verfügung, seit 1876 der christkatholischen Kirchgemeinde. Eine umfassende Renovation erfolgte in den Jahren 1965/1966.

## Kirchengebäude

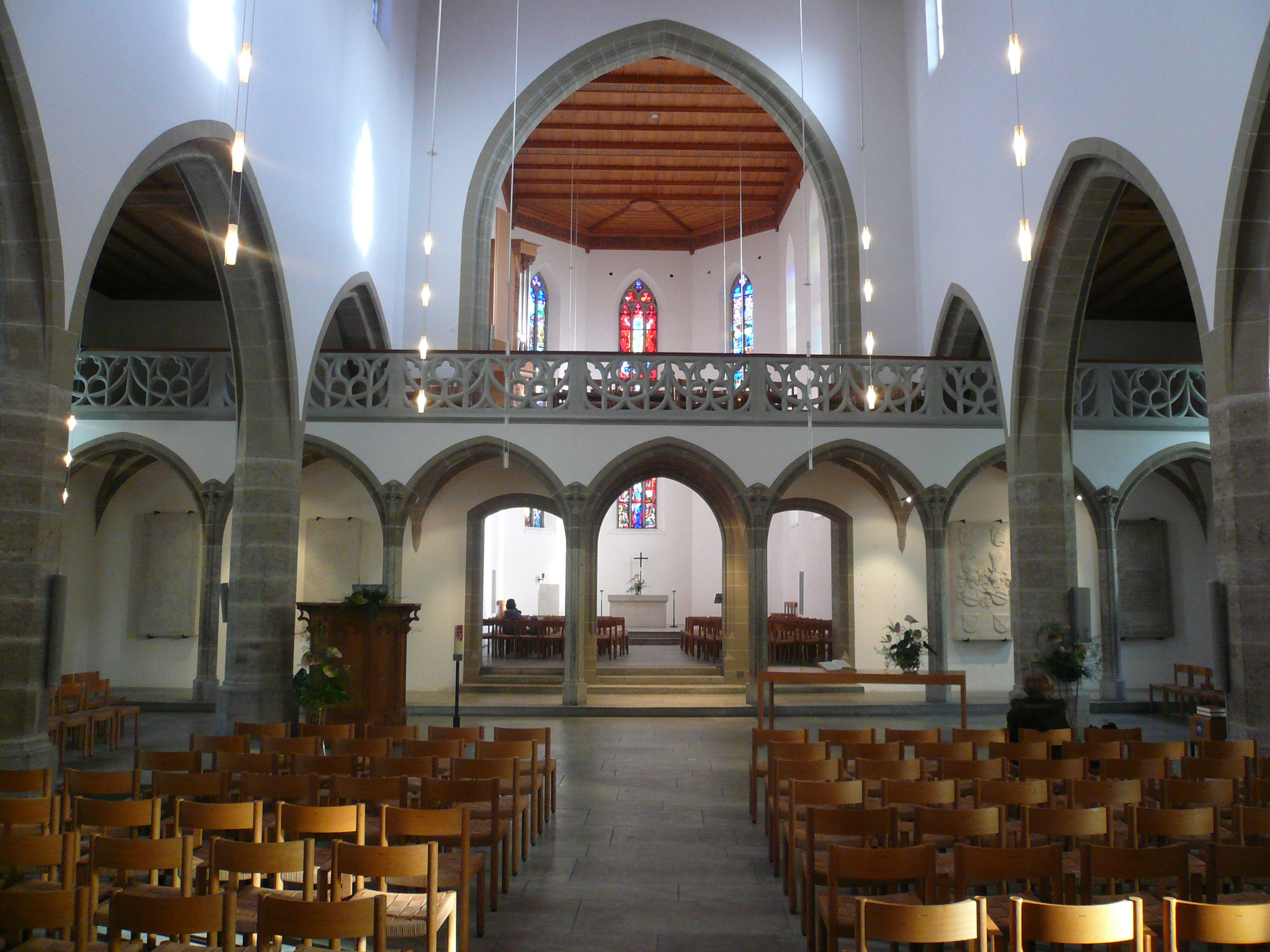
Innenraum der Stadtkirche

Die Stadtkirche liegt am nordwestlichen Rand der Aarauer Altstadt, unmittelbar an der Kante eines steil abfallenden Felskopfes. Auf dem Kirchplatz steht der Gerechtigkeitsbrunnen. Das spätgotische Kirchengebäude mit weiss verputzten Fassaden präsentiert sich als dreischiffige Basilika unter einem lang gezogenen Satteldach. Dabei erstreckt sich der mit einem spitzen Dachreiter versehene First bis zum dreiseitig geschlossenen Chor. Vom Langhaus durch Pultdächer abgetreppt sind die angrenzenden Seitenschiffe, so dass die Obergaden des Mittelschiffs frei stehen.
Wie bei Kirchen des Bettelordenstypus üblich, ist die Fassade schlicht gehalten. Sowohl die Spitzbogenfenster der Seitenschiffe als auch die Lanzettfenster des Chors sind in Gewände aus Muschelkalk gefasst und besitzen im Scheitel gotische Masswerke. Der Dachreiter, auf dessen Spitze ein Hahn steht, ist eine Rekonstruktion aus dem Jahr 1965 und enthält eine kleine Glocke. Gurtgesimse unterteilen den vom Vorgängerbau übernommenen Kirchturm in sechs Stockwerke. Im obersten Stockwerk ist der Glockenstuhl untergebracht, die sieben Glocken wurden 1862 und 1899 von der Aarauer Glockengiesserei H. Rüetschi angefertigt. Der oberste Teil des Kirchturms weist barocke Stilelemente auf.
Entsprechend den klaren Linien des Äusseren ist auch der Innenraum betont nüchtern gehalten und wirkt dadurch feierlich. Langhaus und Chor werden durch einen Lettner getrennt, der die gesamte Breite der Kirche einnimmt und aus sieben weit gespannten Spitzbogen-Arkaden besteht. Unter den Jochen standen ursprünglich die Altäre, bis diese während der Reformation entfernt wurden. Auch entlang beider Längsachsen des Mittelschiffs ziehen sich Arkaden.

## Ausstattung
Bekannt ist die Aarauer Stadtkirche für ihre Fenster mit Glasmalereien. Die sechs Fenster im Chor stammen vom Künstler Felix Hoffmann. Er schuf drei Fenster in den Jahren 1940 bis 1943, eingesetzt wurden sie 1948. Drei weitere Fenster folgten im Jahr 1953. Im Sinne einer Biblia pauperum stellen die sechs Fenster verschiedene biblische Szenen aus dem Alten und Neuen Testament dar. Während die nach Osten gerichteten Fenster eher dunkle Farbtöne aufweisen, um am Morgen das blendende Sonnenlicht abzudämpfen, sind die Fenster an der südlichen Chorwand in hellen Farbtönen gehalten. Der Künstler Roland Guignard schuf in den Jahren 1968 bis 1970 acht weitere Fenster im Seitenschiff, die als Zyklus das Vaterunser in Form ungegenständlicher Kompositionen darstellen.
In den Fussboden des Mittelschiffs sind an der Rückwand des Lettners drei Grabplatten eingelassen; hier ruhen hochgestellte Personen des späten 15. Jahrhunderts. Die 1967 gefertigte Kanzel besteht aus Holz und weist Schnitzereien auf, die jenen in der Kirche St. Maria und Michael in Churwalden nachempfunden sind. Der Taufstein geht auf die ursprüngliche Kirchenausstattung von 1475 zurück.

## Orgeln
Um 1700 besass die Kirche ihre erste Orgel. 1728 kaufte die Stadt Bern sie für die Französische Kirche. 1755 hatte man dort keine Verwendung mehr dafür, weshalb sie nach Aarau zurückgebracht und im darauf folgenden Jahr installiert wurde. Der spätbarocke Prospekt entstand nach dem Entwurf von Johann Konrad Speissegger. Die Orgel befand sich auf dem Lettner, bis sie 1891 im Rahmen einer umfassenden Renovation auf die Westempore verschoben wurde und dabei ein neues Orgelwerk von Friedrich Goll erhielt. Dieses wurde 1962 durch ein neues Werk der Orgelbau Kuhn ersetzt, während der Prospekt erhalten blieb. Insgesamt verfügt die Orgel über vier Manuale, Pedal, 61 Register und 4685 Pfeifen. 2015 wurde die Orgel durch die Erbauerfirma renoviert, mit einer neuen Setzeranlage ausgestattet und das Register Scharf im Schwellwerk durch eine Voix céleste 8' ersetzt. 2025 wurden die Magazin- und Schwimmerbälge renoviert.
| I Rückpositiv C–g3 |       |
| Gedackt            | 08′   |
| Quintatön          | 08′   |
| Principal          | 04′   |
| Rohrflöte          | 04′   |
| Octave             | 02′   |
| Blockflöte         | 02′   |
| Larigot            | 1 ⁄3′ |
| Sesquialtera II    |       |
| Mixtur III–IV      | 01′   |
| Cymbel IV          | 1⁄2′  |
| Rankett            | 16′   |
| Krummhorn          | 08′   |
| Musette            | 04′   |
| Tremulant          |       |

| II Hauptwerk C–g3 |         |
| Praestant         | 16′     |
| Principal         | 08′     |
| Rohrflöte         | 08′     |
| Octave            | 04′     |
| Spitzflöte        | 04′     |
| Octave            | 02′     |
| Mixtur major IV   | 02 2/3′ |
| Mixtur minor IV   | 01 1/3′ |
| Cornett V         | 08′     |
| Fagott            | 16′     |
| Zinke             | 08′     |

| III Schwellwerk C–g3 |        |
| Rohrflöte            | 16′    |
| Principal            | 08′    |
| Koppelflöte          | 08′    |
| Salicional           | 08′    |
| Voix céleste         | 08'    |
| Octave               | 04′    |
| Hohlflöte            | 04′    |
| Quinte               | 2 ⁄3′  |
| Waldflöte            | 02′    |
| Terz                 | 1 3⁄5′ |
| Mixtur IV-V          | 02′    |
| Trompete             | 08′    |
| Oboe                 | 08′    |
| Clairon              | 04′    |
| Tremulant            |        |

| IV Brustwerk C–g3 |        |
| Holzgedackt       | 8′     |
| Spitzgedackt      | 4′     |
| Schwiegel         | 2′     |
| Octave            | 1′     |
| Terzian II        | 1 3⁄5′ |
| Cymbel III-IV     | 1⁄4′   |
| Regal             | 8′     |

| Pedalwerk C–f1 |     |
| Untersatz      | 32′ |
| Principalbass  | 16′ |
| Subbass        | 16′ |
| Principal      | 08′ |
| Spitzflöte     | 08′ |
| Octave         | 04′ |
| Flöte          | 04′ |
| Nachthorn      | 02′ |
| Rauschwerk V   | 04′ |
| Mixtur V       | 02′ |
| Posaune        | 16′ |
| Sordun         | 16′ |
| Trompete       | 08′ |
| Dulcian        | 08′ |
| Clairon        | 04′ |
| Schalmei       | 04′ |

Neben dieser Hauptorgel gibt es eine kleinere Orgel an der Nordwand des Chors aus dem Jahr 1983, die eine Vorgängerin von 1939 ablöste. Sie stammt ebenfalls von Orgelbau Kuhn und verfügt über zwei Manuale mit 18 Registern und 1098 Pfeifen. Für Konzerte steht der Gemeinde seit 2017 noch eine Truhenorgel von Jenst Steinhoff zur Verfügung.

## Glocken
Im grossen hohen Kirchturm befindet sich ein stattliches Grossgeläut in einem feierlichen «Wachet-auf»-Motiv in As-Dur, welches aus sieben Glocken besteht. Alle Glocken wurden von der ortsansässigen Glockengiesserei H. Rüetschi gegossen (1862: Nr. 4, 5, 7, die anderen 1899). Der Glockenstuhl besteht aus Metall.
| Nr. | Schlagton | Gewicht | Gussjahr | Inschrift |
| --- | --------- | ------- | -------- | --- |
| 1   | as°       | 5275 kg | 1899     | «Eine feste Burg ist unser Gott» |
| 2   | c′        | 2550 kg | 1899     | «Einer ist euer Meister, CHRISTUS» |
| 3   | es′       | 1500 kg | 1899     | «Die mit Christus säen, werden mit Christus ernten, sie gehen weinend hin und tragen den Samen und kommen mit Freuden, sie bringen ihre Garben» (Mittagsglocke) |
| 4   | f′        | 1350 kg | 1862     | «Ehre sei GOTT in der Höhe» (Totenglocke) |
| 5   | as′       | 0800 kg | 1862     | «HERR, bleibe bei mir, denn es will Abend werden und der Tag hat sich geneiget» (Abendglocke)                                                                   |
| 6   | c″        | 0300 kg | 1899     | «Lasset die Kindlein zu mir kommen» (Taufglocke) |
| 7   | f″        | 0175 kg | 1862     | «Friede sei mit uns» |

Im Dachreiter befindet sich eine weitere kleine Glocke mit dem Schlagton as″. Sie wiegt 81 kg und wurde 1966 gegossen.